# جيسيكا غودرولت
جيسيكا غودرولت هي لاعبة كرة الماء كندية، ولدت في 18 يوليو 1994.